# وانت مروح
وأنت مروح برنامج إذاعة قدمه الإعلامي مازن دياب بث خلال ثلاث مواسم عبر إذاعة صوت الغد الأردنية، يهدف إلى كشف العديد من الحقائق الفنية ويطرح العديد من الأخبار والمواضيع الحصرية، يعتبر ملتقى للعديد من النجوم والفنانين العرب، فاللقاءات تعتبر جزء مهم في البرنامج، لأنه استضاف العديد من نجوم الوطن العربي بلقاءات صريحة ومباشرة.

## أهم ضيوفه
من أهم النجوم الذين حلوا ضيوفا: ثائر الكيلاني، صباح، وديع الصافي، عاصي الحلاني، وائل كفوري، نجوى كرم، هاني شاكر، نضال الأحمدية، تامر حسني، محمد حماقي، أحلام، حسين الجسمي... والعديد من النجوم العرب.

## مواعيد البث
يبث يوميا عند الساعة الرابعة عصرا، وخلال شهر رمضان المبارك عند الثالثة عصرا، عبر اثير إذاعة صوت الغد الأردنية أو عبر موقعها الإلكتروني www.sawtelghad.fm .

## الموسم الأول
أفضل برنامج إذاعي أردني
عام 2007، منذ السنة الأولى للبرنامج، وباستفتاء لأهل الصحافة والاعلام والفنانين الأردنيين قامت به شركة مارايا، حصل برنامجه على جائزة أفضل برنامج اذاعي شبابي، وحضر الحفل الفنان اللبناني يوري مرقدي الذي اتى خصيصا من لبنان للمشاركة في هذا التكريم ومجموعة كبيرة من الفنانين الأردنيين من ملحنين، موزعين ومخرجين بالإضافة لحشد من أهل الصحافة والاعلام.
بدأ الحفل بمؤتمر صحافي للإعلان عن البرنامج الفائز واستقبل مازن دياب الأسئلة من الصحافيين التي دارت حول موضوع الجائزة وتفوق الإعلامي اللبناني على الأردني في الأردن بعد سنة فقط من انطلاق البرنامج، ومدى صحة الاقاويل حول انتماء مازن دياب لمدرسة نضال الأحمدية، عندها ردّ مازن دياب واعتبر ان نضال الأحمدية أفضل إعلامية عربية، واستقبل أيضا أسئلة دار موضوعها حول أسلوبه الحواري مع الفنانين، واكد ان نجاح البرنامج هو نتيجة عمل متواصل من قبل اسرة الإذاعة وفريق العمل.
بعد هذه الجائزة التي غطت احداثها جميع الوسائل الإعلامية العربية، كتلفزيون روتانا، الراي، الجري، التلفزيون الأردني... وغيرهم، تابع مازن دياب مشواره ولقاءاته، وحصل بعدها على العديد من الجوائز واختير لتقديم أهم الحفلات في الأردن والدول المجاورة.

## الموسم الثاني
أفضل برنامج إذاعي أردني، وأفضل محاور إذاعي في الأردن
اقامت شركة الرمز في فندق حياة عمان حفل توزيع جوائز Radio Star لتكريم الإذاعات الأردنية والبرامج الاذاعية الفائزة في الاستفتاء.
الاستفتاء كان عن أداء البرامج لعام 2008، حرصا منها على تكريم الإعلاميين الذين يقومون ومن مختلف مواقعهم بخدمة الوطن والمواطن وبناءً على الاستفتاء والذي حرصت فيه الشركة المنظمة من خلاله على أن تكون المشاركة فيه متاحة لجميع شرائح الوطن، حيث شارك فيه ما لا يقل عن عشرة ألاف مواطن من كافة القطاعات والمواقع وأهل الاختصاص.
حضر الحفل عدد كبير من الفنانين الأردنيين، كما حضرت الفنانة لورا خليل خصيصا من لبنان لإحياء الحفل، كما حضر مجموعة من الصحافيين اللبنانيين ابرزهم اسرة مجلة وتلفزيون الجرس، ومجلة ستار.
يذكر ان الشركة المنظمة اقامت الاستفتاء على أكثر من 12000 مواطن أردني، وفي النتيجة، حصل برنامج وأنت مروّح على جائزة أفضل برنامج إذاعي شبابي، كما حصل مازن بعد جهوده على جائزة أفضل إذاعي محاور.

## الموسم الثالث
أفضل برنامج إذاعي شبابي وأفضل محاور
حصل مازن دياب على جائزة أفضل برنامج إذاعي شبابي ومرة جديدة جائزة أفضل محاور، كما تم تكريم نجوم اوبريت «انا عربي» ومن بينهم مازن دياب الذي اشرف مع الموزع علي خير على المشروع كما قام بالغناء مع المجموعة، وكرمت صحيفة الدستور ممثلة بالسيد نبيل الشريف فريق الاوبريت في حفل ضخم في فندق الحياة – عمان.